# أرفالو دي لا سيرا
أرفالو دي لا سيرا هي بلدية تقع في مقاطعة سوريا، في منطقة قشتالة وليون، في إسبانيا. يبلغ عدد سكانها 94 نسمة وذلك حسب إحصاء السكان سنة 2004. تبلغ مساحتها 39 كم².